# VenomExtreme
Eduardo Faria (Teresópolis, 10 de julho de 1981), mais conhecido como VenomExtreme, é um youtuber brasileiro que já teve o maior canal de jogos da plataforma no Brasil. Ficou conhecido por seus vídeos jogando o jogo eletrônico Minecraft.

## Biografia

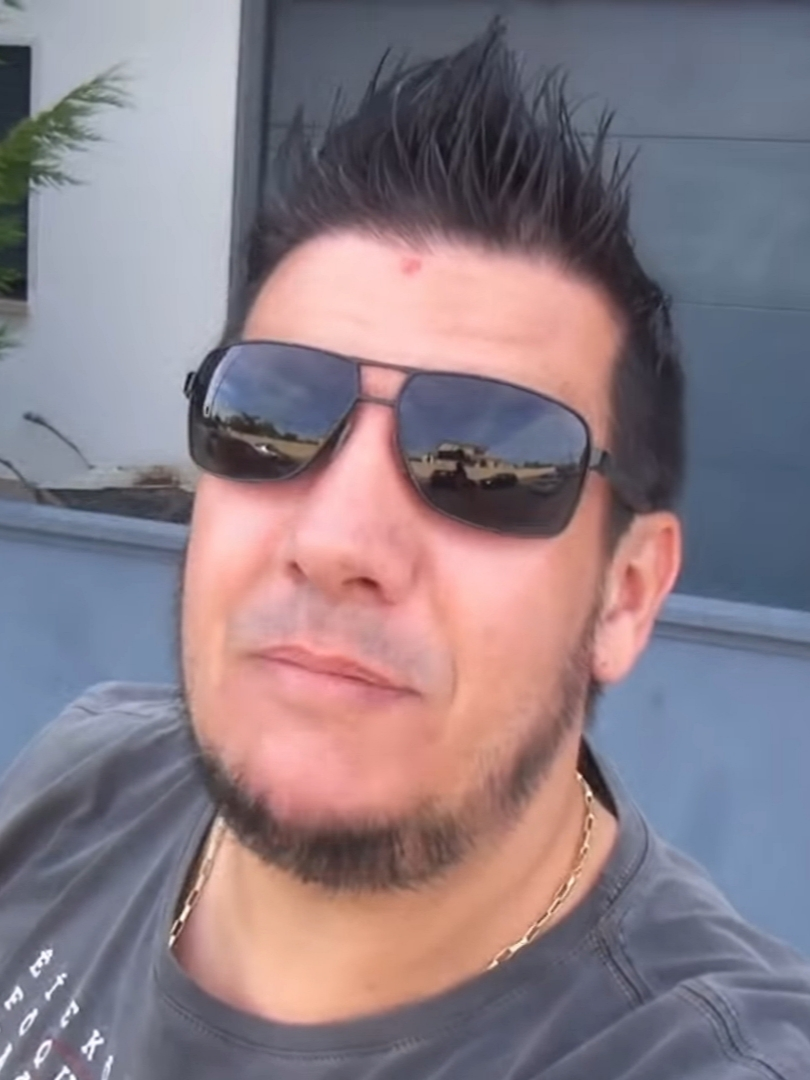
Venom em 2017

Venom sempre teve interesse por jogos. Ele era programador de desenhos 3D e 4D e morou durante 13 anos em Portugal. Ao procurar informações sobre Minecraft, ele encontrou BRKsEDU, que ele considera "o pioneiro. Encontrei um vídeo dele e achei muito interessante, senti que ele interagia muito, era como se fosse um amigo". Venom então seguiu uma fórmula similar para seus próprios vídeos. O nome "VenomExtreme" surgiu porque ele era fã do super-vilão Venom, da Marvel Comics, e de um grupo de amigos em Niterói que se chamava "Equipe Extreme". Assim, ele decidiu juntar ambos os nomes. Depois de monetizar seus vídeos, ele alega que, em um mês, ganhou quatro vezes mais o valor de seu salário como programador em Portugal, levando-o a pedir demissão do trabalho. Dois anos depois, ele retornou ao Brasil. Em outubro de 2013, Venom começou a postar a série "A Era do Futuro", uma iniciativa coletiva de mais de 30 dos principais jogadores de Brasil e Portugal jogando em modo multiplayer em um mapa de Minecraft com mais de 40 modificações, a partir de uma ideia do youtuber português SirKazzio. Em 2014, o YouTube convidou 40 youtubers de jogos, como Venom, BRKsEDU e Coisa de Nerd, para uma tarde de conversas no prédio da Google, o "Game Event", para "melhorar a ponte entre plataforma e criadores".

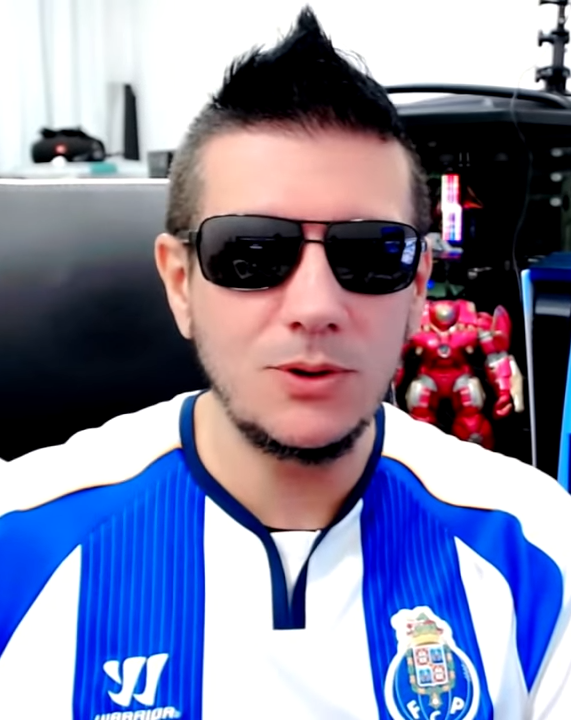
Venom em 2022

Segundo o Canaltech, VenomExtreme foi um canal marcante de Minecraft, obtendo mais de 141 milhões de visualizações em 2013, com vídeos como "Herobrine: Mito ou Realidade?" e a série "Aventureiros". Ele foi frequentemente apontado como um dos maiores canais de jogos no Brasil. Em 2015, ele foi apontado como o maior canal nacional de jogos do YouTube por diversas fontes, e o quinto maior em todas as categorias. Em julho de 2016, Venom foi apontado pelo UOL como o quarto maior youtuber de jogos do Brasil..
Em 2017, Venom foi morar em Portugal junto a outros youtubers portugueses, na chamada "Casa dos Youtubers".
Atualmente se dedica exclusivamente às lives no Facebook de jogos de caça-níqueis online como, por exemplo, Fortune Tiger entre outros.

## Livros
- Pokémon Extreme – Batalha Épica no Mundo de Dentro (2016) ISBN 9788543104294

## Prêmios e indicações
| Ano  | Prêmio                 | Categoria                          | Resultado | Ref.   |
| ---- | ---------------------- | ---------------------------------- | --------- | ------ |
| 2016 | Meus Prêmios Nick 2016 | Canal de Games no YouTube Favorito | Indicado  | [ 10 ] |